# Rezmondo
Rezmondo – gmina w Hiszpanii, w prowincji Burgos, w Kastylii i León, o powierzchni 6,7 km². W 2011 roku gmina liczyła 16 mieszkańców.